# Denis Bertholon de Polet
Pour les articles homonymes, voir Bertholon et Polet.
Denis Bertholon de Polet est un homme politique français né le 19 novembre 1776 à Lyon (Rhône) et mort le 28 mars 1847 à Pollet, hameau de Saint-Maurice-de-Gourdans.

## Biographie
Émigré sous la Révolution, il rentre au moment du siège de Lyon et est emprisonné. Commandant de la garde nationale à Montluel sous la Restauration, il est conseiller général du canton de Meximieux et député de l'Ain de 1831 à 1834, siégeant dans la majorité soutenant la Monarchie de Juillet.

## Famille
- Sa petite-fille Virginie Vincent de Saint-Bonnet (1828-1901) épouse de Antoine d'Abbadie d'Arrast[1].

## Sources
- « Denis Bertholon de Polet », dans Adolphe Robert et Gaston Cougny, Dictionnaire des parlementaires français, Edgar Bourloton, 1889-1891 [détail de l’édition]